# Nomansland
Nomansland was een eurodanceband opgericht 1996. Jojanneke van der Veer was het gezicht van de groep. Hun eerste single 7 Seconds (Dancesmash op Radio 538) werd in 1996 gedraaid op Ibiza en de zomer daarop in de rest van Europa. In 1997 kwam de tweede single uit, namelijk Fantasy, een progressieve dreamhousesong.
Jojanneke is daarna onder de naam Wannabe A Star als paaldansende dj gaan werken. Tevens schrijft zij een maandelijkse column in BLEND-magazine en ontwerpt zij zo nu en dan kleding.

## Albums
- 7 Seconds (1996)
- Fantasy (1997)
- Greensleeves (2000)